# 이한범 (성악가)
이한범(1992년 9월 26일 ~ )은 대한민국의 성악가다.

## 방송
- 팬텀싱어 4 (2023) - Top24(23위)

## 공연
- L'elisir d'amore(사랑의 묘약) (2016)
- Le Nozze Di Figaro(피가로의 결혼) (2016)
- Il matrimonio Segreto (비밀 결혼) (2019)
- THE CONCERT with 팬텀히어로즈 (2023)